# Saint-Gérand-Croixanvec
Saint-Gérand-Croixanvec es una comuna nueva francesa situada en el departamento de Morbihan, de la región de Bretaña.

## Historia
Fue creada el 1 de enero de 2022, en aplicación de una resolución del prefecto de Morbihan de 30 de septiembre de 2021 con la unión de las comunas de Croixanvec y Saint-Gérand, pasando a estar el ayuntamiento en la antigua comuna de Saint-Gérand.

## Demografía
Según los datos aportados en la resolución del prefecto de Morbihan, la comuna se crea con 1327 habitantes.

## Composición
| Comuna fusionada | Código INSEE | Población (2018) | Superficie (km²) | Densidad (hab./km²) |
| ---------------- | ------------ | ---------------- | ---------------- | ------------------- |
| Croixanvec       | 56049        | 168              | 6.09             | 28                  |
| Saint-Gérand     | 56213        | 1126             | 18.05            | 62                  |